# Waldorf (Maryland)
Pour les articles homonymes, voir Waldorf.
Waldorf est une ville du Maryland aux États-Unis, dans le Comté de Charles.
Sa population était de 22 311 habitants en 2000.
Elle est située à 37 km au sud-est de Washington, D.C.